# Demetris Morant
Demetris Morant (Miami, Florida, 20 de agosto de 1992) es un jugador de baloncesto estadounidense que pertenece a la plantilla del Artland Dragons de la ProB, la tercera categoría del baloncesto alemán. Mide 2,06 metros y suele jugar en la posición de ala-pívot.

## Trayectoria profesional
Morant es un jugador formado a caballo entre las universidades de UNLV Runnin' Rebels (2013 - 2014) y Florida Gulf Coast Eagles (2014 - 2017). Tras no ser drafteado en 2017, debuta como profesional en Grecia, en las filas del Aris Salónica BC de la A1 Ethniki.